# Sichuan-Waldmaus
Die Sichuan-Waldmaus (Apodemus latronum) ist eine Säugetierart aus der Gattung der Waldmäuse (Apodemus) innerhalb der Nagetiere (Rodentia). Sie ist im Süden der Volksrepublik China bis nach Myanmar und Nordindien verbreitet.

## Merkmale
Die Sichuan-Waldmaus erreicht eine Kopf-Rumpf-Länge von 9,2 bis 10,7 Zentimetern und eine Schwanzlänge von 10,0 bis 12,0 Zentimetern. Die Hinterfußlänge beträgt 25 bis 27 Millimeter und die Ohrlänge 18 bis 21 Millimeter. Das Rückenfell ist dunkelbraun und wird an den Flanken heller rötlich-braun. Die Bauchseite ist grauweiß, die Färbung gegenüber dem Rückenfell ist nur undeutlich abgegrenzt. Der Schwanz entspricht in seiner Länge etwa dem restlichen Körper, er ist oberseits dunkelbraun und unterseits heller. Die Ohren sind schwarz-braun und deutlich dunkler als der Kopf und die Schultern. Die Weibchen besitzen drei Paar Zitzen.
Der Schädel hat eine Länge von 28 bis 30 Millimetern. Er besitzt sehr gut ausgeprägte Überaugenwülste, die jedoch nur leicht auf die Scheitelbeine übergreifen. Die Art ähnelt sehr stark der Südchinesischen Waldmaus (Apodemus draco) und unterscheidet sich von dieser vor allem durch die etwas größere Größe, die längeren Ohren und Hinterfüße und das dunklere Fell sowie die geringere Anzahl der Zitzen bei den Weibchen.

## Verbreitung
Die Sichuan-Waldmaus ist im Süden der Volksrepublik China bis nach Myanmar und Nordindien verbreitet. In China kommt sie im Osten von Xizang, dem Norden von Yunnan, in Sichuan und dem Osten von Qinghai vor. In Indien ist das aktuelle Vorkommen unklar, historisch kam sie in Arunachal Pradesh vor. Auch bezüglich der südlichen Verbreitungsgrenze in Myanmar liegen keine Angaben vor.

## Lebensweise
Die Sichuan-Waldmaus lebt vor allem in Talweiden und Bergwaldgebieten in Höhen von 2700 bis etwa 4000 Metern.

## Systematik
Die Sichuan-Waldmaus wird als eigenständige Art innerhalb der Waldmäuse (Gattung Apodemus) eingeordnet, die aus 20 Arten besteht und über weite Teile Europas und Asiens verbreitet ist. Die wissenschaftliche Erstbeschreibung erfolgte durch Oldfield Thomas im Jahr 1911, der die Art anhand von Individuen aus der Region Kuatun im Nordwesten der chinesischen Provinz Sichuan beschrieb. Von einigen Autoren wird sie als Unterart der Südchinesischen Waldmaus (Apodemus draco) betrachtet.

## Gefährdung und Schutz
Die Art wird von der International Union for Conservation of Nature and Natural Resources (IUCN) als nicht gefährdet (least concern) gelistet. Begründet wird dies durch die großen Bestände und das häufige und regelmäßige Vorkommen im Verbreitungsgebiet sowie das Fehlen bestandsgefährdender Risiken für die Art.

## Belege
1. 1 2 3 4 5 6 7  Large-Eared Field Mouse In: Andrew T. Smith, Yan Xie: A Guide to the Mammals of China. 2008, S. 255.
2. 1 2  Apodemus latronum (Memento des Originals vom 22. Dezember 2015 im Internet Archive)  Info: Der Archivlink wurde automatisch eingesetzt und noch nicht geprüft. Bitte prüfe Original- und Archivlink gemäß Anleitung und entferne dann diesen Hinweis.. In: Don E. Wilson, DeeAnn M. Reeder (Hrsg.): Mammal Species of the World. A taxonomic and geographic Reference. 2 Bände. 3. Auflage. Johns Hopkins University Press, Baltimore MD 2005, ISBN 0-8018-8221-4.
3. ↑  Apodemus latronum in der Roten Liste gefährdeter Arten der IUCN 2015-4. Eingestellt von: D. Lunde, K. Aplin, G. Nusser, A. Frost, 2008. Abgerufen am 22. Dezember 2015.